# Olios claviger
Olios claviger là một loài nhện trong họ Sparassidae.
Loài này thuộc chi Olios. Olios claviger được Mary Agard Pocock miêu tả năm 1901.